# أدييوك (قبردينو - بلقاريا)
أدييوك (بالروسية: Адиюх) هي مدينة في مقاطعة قبردينو - بلقاريا في روسيا.